# Kánó
Kánó község Borsod-Abaúj-Zemplén vármegyében, a Putnoki járásban.

## Fekvése
Az Aggteleki-karszt délkeleti, a Galyaság délnyugati részén helyezkedik el, a megyeszékhely Miskolctól 40 kilométerre északra.
A közvetlenül határos települések: észak felől Égerszög (3 km), északkelet felől Szőlősardó (4 km), délkelet felől Felsőtelekes (4 km), dél felől Rudabánya (9 km) és Zubogy, délnyugat felől Imola (5 km), északnyugat felől pedig Aggtelek. A két legközelebbi város Rudabánya, illetve a 14 kilométerre fekvő Szendrő.

### Megközelítése
Főutcája a 2607-es út, ezen érhető el Felsőtelekes vagy Imola érintésével. A Galyaság központi völgyével és az ott fekvő településekkel (Égerszög, Teresztenye, Szőlősardó) a 2628-as út köti össze. A megyeszékhely felől a legegyszerűbben Kazincbarcikán és Rudabányán keresztül érhető el.

## Története
A települést 1272-ben említik először, Kalnau néven: ez alighanem az ószláv „kalina” (ostorménfa, fagyal) szóból származik. A település Gömör és Kis-Hont vármegye Tornaljai járásában, Borsod és Abaúj-Torna határán épült. A török időkben elnéptelenedett, utána sokáig Pusztakálnó néven említették. A Rákóczi-szabadságharc idején népesült be újra.
A település 1923-ig Gömör és Kishont vármegye, 1923 és 1938 között Borsod, Gömör és Kishont vármegye, 1938 és 1945 között ismét Gömör és Kishont vármegye, majd 1945-1949 között Borsód-Gömör vármegye része volt.

## Közélete

### Polgármesterei
- 1990–1994: Kovács István (MSZP)[3]
- 1994–1998: Kovács István (MSZP)[4]
- 1998–2002: Kovács István (független)[5]
- 2002–2006: Kovács István (független)[6]
- 2006–2010: Kovács István (független)[7]
- 2010–2014: Gyenesné Garan Edina (független)[8]
- 2014–2019: Gyenesné Garan Edina (független)[9]
- 2019–2024: Bokros Lajos (független)[10]
- 2024– : Bokros Lajos (Fidesz-KDNP)[1]

## Népesség
A település népességének változása:
| Lakosok száma | 171  | 170  | 162  | 149  | 142  | 144  | 139  |
|               | 2013 | 2014 | 2015 | 2021 | 2022 | 2023 | 2024 |

2001-ben a település lakosságának 98%-a magyar, 2%-a cigány nemzetiségűnek vallotta magát.
A 2011-es népszámlálás során a lakosok 91,4%-a magyarnak, 1,7% cigánynak mondta magát (8,6% nem nyilatkozott; a kettős identitások miatt a végösszeg nagyobb lehet 100%-nál). A vallási megoszlás a következő volt: római katolikus 6,9%, református 68,4%, görögkatolikus 0,6%, felekezeten kívüli 6,9% (17,2% nem válaszolt).
2022-ben a lakosság 96,5%-a vallotta magát magyarnak, 1,4% egyéb, nem hazai nemzetiségűnek (3,5% nem nyilatkozott; a kettős identitások miatt a végösszeg nagyobb lehet 100%-nál). Vallásuk szerint 9,9% volt római katolikus, 54,2% református, 4,2% görög katolikus, 1,4% egyéb keresztény, 6,3% felekezeten kívüli (23,2% nem válaszolt).

## Látnivalók
- A késő barokk református templom 1804-ben épült, a tornya pedig 1886-ban.
- A református temetőben még mintegy ötven, hagyományos formájú és díszítésű, tölgyfából készült fejfa áll; a legöregebbeket a 19. század végén faragták, azonban számuk évről évre csökken, ahogy elkorhadnak.

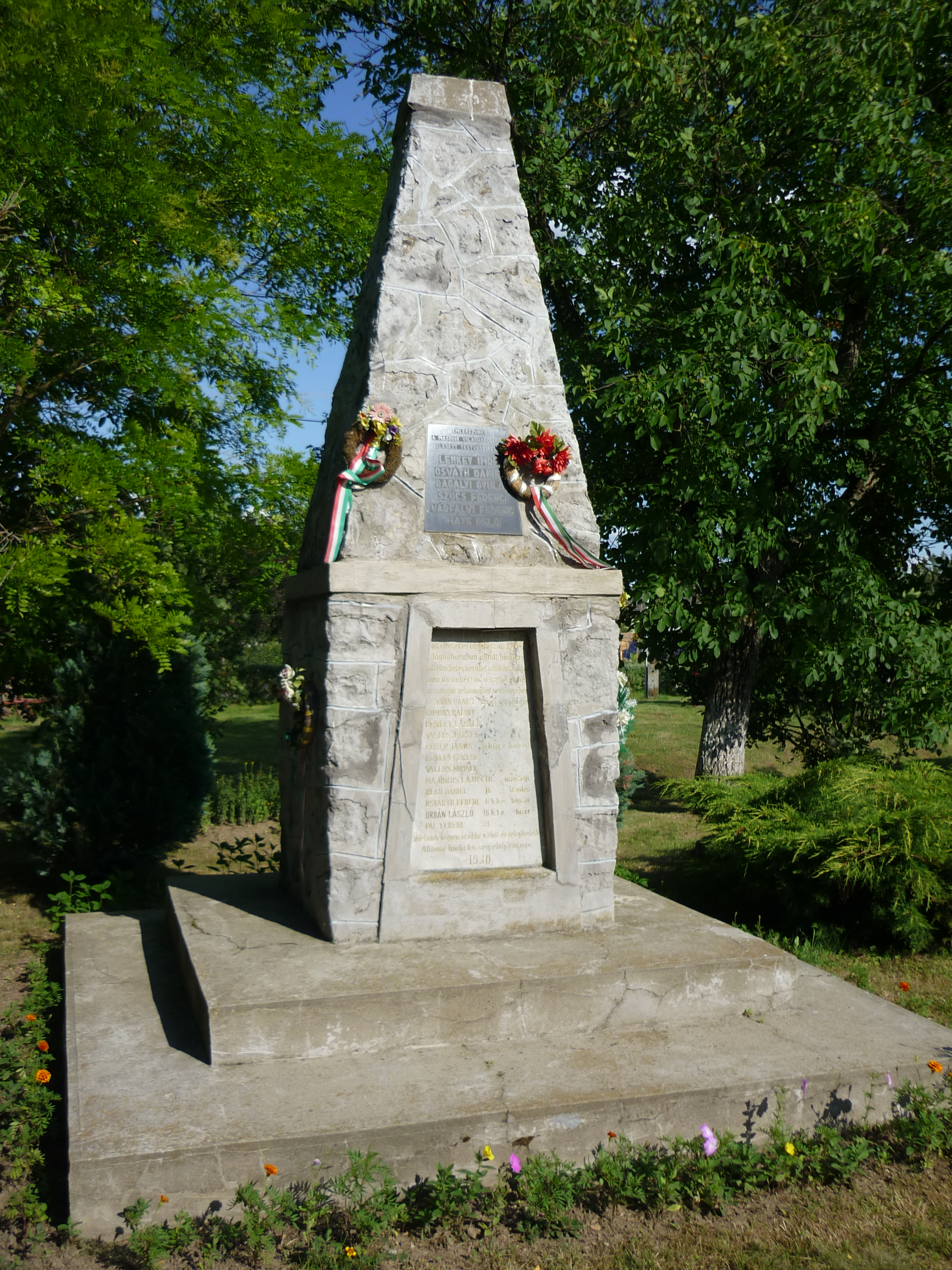
Összevont I.–II. világháborús hősi emlékmű
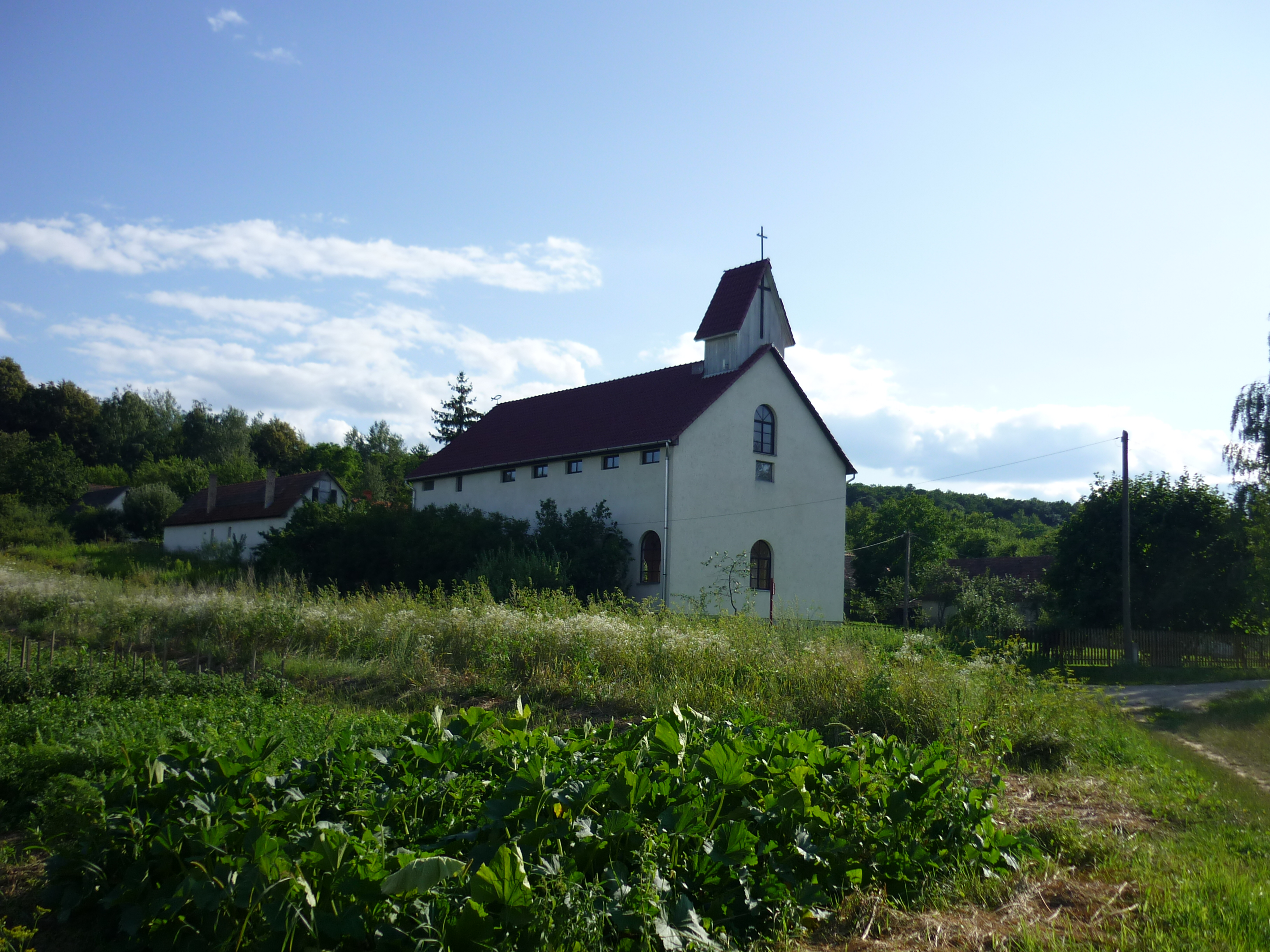
A modern konferenciaközpont